# Stadelhofen (Karlstadt)
Stadelhofen ist ein Gemeindeteil der Kreisstadt Karlstadt im unterfränkischen Landkreis Main-Spessart in Bayern.

## Geographie

### Lage
Das Pfarrdorf liegt 275 m ü. NHN zwischen Karlstadt und Marktheidenfeld an der Staatsstraße 2438, in die am nördlichen Ortsrand die Staatsstraße 2437 aus Richtung Lohr am Main einmündet.

### Nachbargemarkungen
Nachbargemarkungen im Uhrzeigersinn im Norden beginnend sind Steinfeld, Laudenbach, Duttenbrunn und Urspringen.

### Gewässer
Auf dem nördlichen Gemarkungsgebiet fließen der Wiesengraben und der Eßlersberggraben zum Ziegelbach zusammen.

## Geschichte

### Vor der Gebietsreform in Bayern
Stadelhofen war eine eigenständige Gemeinde im Landkreis Karlstadt bis zu dessen Auflösung.

### Seit der Gebietsreform in Bayern
Seit dem 1. Juli 1972 gehört Stadelhofen zum Landkreis Main-Spessart. Seit dem 1. Mai 1978 ist Stadelhofen ein Gemeindeteil von Karlstadt. Das Dorf hatte am 1. Januar 2023 eine Einwohnerzahl von 187.

## Religion
Stadelhofen ist katholisch geprägt. Die Pfarrei Mariä Himmelfahrt gehört zum Dekanat Karlstadt.